# Fosfopantotenato-cisteína

Estructura química del fosfopantotenato-cisteína ligasa. Los diferentes grupos contienen colores característicos del sistema de colores CPK.

En enzimología, la  ligasa fosfopantotenato-cisteína (en inglés Phosphopantothenate—cysteine ligase PPCS), también conocida como fosfopantotenoilcisteína sintetasa, EC 6.3.2.5, es una enzima ligasa que cataliza la reacción química que constituye el segundo de los cinco pasos implicados en la conversión del pantotenato en coenzima A. El tipo de trifosfato de nucleósido utilizado depende de cada especie. Por ejemplo, la cisteína ligasa de la bacteria Escherichia coli usa citidina trifosfato (CTP) como donante de energía, mientras que la isoforma humana utiliza el adenosín trifosfato (más conocido como ATP). Esta enzima se une al ATP mediante una unión cooperativa. 
La reacción en células bacterianas es: 
CTP + (R)-4'-fosfopantotenato + L-cisteína ⇔ CMP + difosfato + N-[(R)-4'-fosfopantotenoilo]-L-cisteína
La reacción en células humanas, al necesitar ATP es: 
ATP + (R)-4'-fosfopantotenato + L-cisteína ⇔ AMP + difosfato + N-[(R)-4'-fosfopantotenoilo]-L-cisteína

## Nomenclatura
Esta enzima pertenece a la familia de las ligasas, que tal y como especifica su nombre, facilita la unión entre dos moléculas, las cuales van a requerir el uso de ATP para poder realizarlo. 
La fosfopantotenato-cisteina pertenece específicamente a aquellas que forman enlaces carbono-nitrógeno como ligasas ácido-D-amino-ácido (sintetasas peptídicas). El nombre sistemático de esta clase enzimática es (R)-4’-fosfopantotenato:L-cisteína ligasa. 

## Importancia biológica
La importancia de la fosfopantotenato-cisteína ligasa está relacionada con la biosíntesis de la coenzima A (también conocida como CoA). Esta molécula es importante en el metabolismo eucariota y procariota. Todos los genomas secuenciados hasta el momento codifican la coenzima A y alrededor de 4% de todas las enzimas conocidas utilizan CoA como cofactor.
La mayoría de bacterias, plantas y levaduras son capaces de crear "de novo" CoA desde aspartato y cetovalerato mediante ácido pantoténico. Sin embargo, los animales son completamente dependientes de conseguir el ácido pantoténico de su dieta (también conocido como pantotenato, o vitamina B5). Una deficiencia de esta vitamina en animales puede tener serias consecuencias, incluyendo un deterioro de la respuesta motora, disminución de la síntesis del grupo hemo, un aumento en la mortalidad prenatal y un desarrollo anormal del intestino delgado durante los periodos neo y prenatal. También es importante resaltar que los niveles de CoA se ven alterados durante diferentes momentos de estrés metabólico, incluyendo alcoholismo, hambruna, diabetes y algunos tumores. Recientemente, se ha podido establecer una relación entre el primer gen de síntesis de CoA universal al síndrome neurodegenerativo Hallervorden-Spatz en los humanos. Esto demuestra la gran importancia de la CoA y por lo tanto de la fosfopantotenato-cisteína.   

### Importancia CoA
Esta molécula forma parte de diferentes procesos metabólicos como son la síntesis y la oxidación de los ácidos grasos. También se encarga de la descarboxilación oxidativa del ácido pirúvico que es el paso previo al ciclo de Krebs, es decir, de una ruta metabólica indispensable para la respiración celular. Su importancia biológica proviene del hecho que cuando se une a grupos acilos para transportarlos, se forma un enlace tioéster entre el grupo acilo y el grupo sulfhídrico de la CoA. La hidrólisis de un enlace tioéster, termoquímicamente, es más favorable que un enlace éster con oxígeno. El enlace C-S puede llegar a formar estructuras resonantes estables con C=O. Esto lleva a que el acetil-CoA tenga un alto potencial de transferencia de grupos acilo.
Por lo tanto, esta coenzima se encarga de transferir grupos químicos tanto grupos acilo como acetilo (igual que con el ácido pirúvico). 

### Biosíntesis CoA

Estructura química de CoA. De izquierda a derecha, se puede observar la adenina, el ácido pantoténico y la cisteína.

La coenzima A (C21H36N7O16P3S) consta de 3 elementos: 
- Cisteína (un aminoácido)
- El ácido pantoténico (también conocido como pantotenato o vitamina B5). Los animales la deben ingerir. Se puede encontrar en varios alimentos de consumo diario (por ejemplo, vegetales, huevos y leche).
- Un nucleótido de adenina.

El proceso de biosíntesis de CoA desde pantotenato consta de 5 pasos:
1. El pantotenato es fosforilado por pantotenato quinasa. Para este paso es imprescindible el ATP y a partir de este se forma el producto 4-fosfopantotenato.
2. Este producto, 4-fosfopantotenato, reacciona con el grupo alfa-amino de una cisteína para formar 4-fosfopantotenilcisteina. Para esta etapa, la enzima fosfopantotenato-cisteína es imprescindible.
3. 4-fosfopantotenilcisteina es convertido en 4′-fosfopanteteína gracias a fosfopantotenoilcisteína descarboxilasa.
4. Con la ayuda de una fosfopanteteina adenililtransferasa, se le añade una AMP a la 4′-fosfopanteteína. Esto forma defosfo-CoA.
5. Para acabar, a través de la fosforilación por una defosfo-CoA quinasa, se genera la coenzima A. Este paso también es dependiente de la ATP.

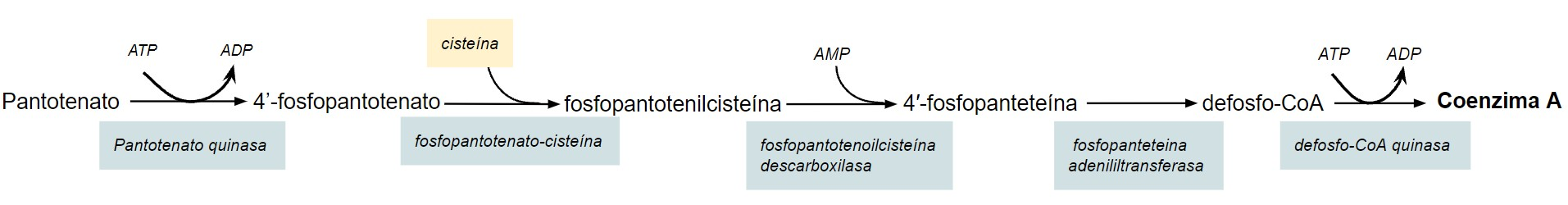
Esquema de los 5 pasos que constituyen la síntesis de CoA.

## Gen
La fosfopantotenato-cisteína es codificada por el gen PPCS también conocido como FLJ11838. 
Este lo podemos encontrar en el cromosoma 1 en los humanos en la banda cromosómica 1p34.2.
- Inicio en 42,456,117
- Acaba en 42,473,385

En los ratones en cambio, este gen se encuentra en la banda cromosómica 4|4 D2.1 del cuarto cromosoma.
- Inicio en 119,418,530
- Acaba en 119,422,420

Este gen tiene 8 transcripciones y 67 genes ortólogos, es decir, hay 67 genes similares a este en otras especies que probablemente tengan un ancestro común.
Aparte de estar involucrado en el proceso de la biosíntesis de la coenzima A, también está relacionado con la actividad catalítica i la actividad ligasa. El gen lo podemos encontrar dentro de la célula principalmente en el núcleo y en el citosol.
Hasta el momento, únicamente se ha podido demostrar que mutaciones en otras enzimas que participan en la síntesis del CoA si que producen enfermedades, como por ejemplo la neurodegeneración con acumulación de hierro en el cerebro debido a una mutación en la enzima PANK2 y COASY, pero no se ha podido demostrar que una mutación en el gen PPCS esté relacionado con alguna patología humana.

## Estructura de la proteína
Desde 2007, 5 estructuras han sido aceptadas para esta clase de enzimas, con los códigos de acceso del PDB: 1P90, 1U7U, 1U7W, 1U7Z y 1U80.

### Enlaces químicos
Esta molécula consta principalmente de enlaces simples entre carbonos, aunque también se puede encontrar tres enlaces dobles entre oxígenos y carbonos, y otro enlace doble entre un oxígeno y un fosfato. Estos son claramente más fuertes que los enlaces simples.
Aparte de esos también podemos ver un enlace fosfodiéster el cual se forma con un grupo fosfato (H3PO4), el cual podemos encontrar al inicio de nuestra enzima, y un grupo hidroxilo (-OH). Este enlace en conreto es considerado un enlace covalente esencial para la vida, que libera una molécula de agua ser formado i sirve como unión estable entre las partes que enlaza.
Otros enlaces que podemos encontrar en la fosfopantotenato-cisteína serían enlaces carbono-nitrógeno el cual se encuentra en abundancia tanto en la química orgánica como en la bioquímica.

### Grupos químicos
Este grupo fosfato puede ser útil como reserva energética ya que al romperse los enlaces se desprende una gran cantidad de energía como ocurre en el ATP. Aparte, sirve para otras funciones importantes como podría ser la activación de proteínas al ser fosforiladas, la regulación del pH o incluso pueden formar parte de las membranas celulares.
En la estructura también se puede encontrar un grupo sulfhidrilo, es decir, un átomo de hidrógeno y otro de azufre (-SH). En química orgánica, se conoce también como grupo tiol, y se caracteriza entre otras cosas por su acidez, y es considerado un grupo ligeramente polar.
También se pueden ver dos grupos metilos (-CH3), compuestos por un átomo de carbono y tres hidrógenos. Este es un grupo funcional hidrófobo el cual deriva del metano (CH4).
Por último, en la molécula se puede encontrar dos grupos hidroxilos (-OH), los cuales son el resultado de la unión de un hidrógeno y un oxígeno. Este es un grupo funcional que, al contrario que el anterior, es polar.

## Otras lecturas
- Brown GM (1959). «The metabolism of pantothenic acid». J. Biol. Chem. 234 (2): 370-8. PMID 13630913. doi:10.1016/S0021-9258(18)70307-4.
- Strauss E, Kinsland C, Ge Y, McLafferty FW, Begley TP (2001). «Phosphopantothenoylcysteine synthetase from Escherichia coli Identification and characterization of the last unidentified coenzyme A biosynthetic enzyme in bacteria». J. Biol. Chem. 276 (17): 13513-6. PMID 11278255. doi:10.1074/jbc.C100033200.
- Kupke T (2002). «Molecular characterization of the 4'-phosphopantothenoylcysteine synthetase domain of bacterial dfp flavoproteins». J. Biol. Chem. 277 (39): 36137-45. PMID 12140293. doi:10.1074/jbc.M206188200.

- Datos: Q21134457